# Cricotopus borealis
Cricotopus borealis är en tvåvingeart som först beskrevs av Jean-Jacques Kieffer 1913.  Cricotopus borealis ingår i släktet Cricotopus och familjen fjädermyggor. Inga underarter finns listade i Catalogue of Life.